# Напа (город)
Напа (англ. Napa) — портовый город в западной Калифорнии, США. Административный центр одноименного округа. По оценкам переписи 2010 года население города составляет 76 915 человек. Напа является известным центром виноделия, в городе начинается «винный маршрут» по винодельням долины Напа.

## Географическое положение
Расположен в округе Напа в 80 км к северу от Сан-Франциско. Через город протекает река Напа.

## История
Город был основан в 1847 году, стал окружным центром в 1850 году. В начале XX века в долине Напа производились фрукты, изюм, сидр, молоко, яйца, кожа и одежда, и транспортировались в Сан-Франциско по железной дороге. Был открыт судостроительный завод. С 1930 по 1960 годы в округе в основном выращивались сливы, однако в 1968 году было законодательно утверждены привилегии для выращивания винограда, и количество фруктовых садов уменьшилось. Мельница Бейл в Калистоге стала государственным парком для детей, а сады на Оук-Нолл, Уэст-Линкольн, Редвуд-роуд, Биг-Ранч-роуд, Томпсон-авеню, Олд-Сонома-роуд, Браунс-Вэлли и Маунт-Видер постепенно превратились в виноградники, школы и жилые дома. К 2009 году на долю винограда приходилось более 99 процентов урожая в округе.

## Население
| Год переписи | Нас.  |  | %±      |
| ------------ | ----- |  | ------- |
| 1850         | 159   |  | —       |
| 1870         | 1879  |  | 1081,8% |
| 1880         | 3731  |  | 98,6%   |
| 1890         | 4395  |  | 17,8%   |
| 1900         | 4036  |  | −8,2%   |
| 1910         | 5791  |  | 43,5%   |
| 1920         | 6757  |  | 16,7%   |
| 1930         | 6437  |  | −4,7%   |
| 1940         | 7740  |  | 20,2%   |
| 1950         | 13579 |  | 75,4%   |
| 1960         | 22170 |  | 63,3%   |
| 1970         | 36103 |  | 62,8%   |
| 1980         | 50879 |  | 40,9%   |
| 1990         | 61842 |  | 21,5%   |
| 2000         | 72585 |  | 17,4%   |
| 2010         | 76915 |  | 6%      |
| 2018         | 79263 |  | 3,1%    |

По данным переписи 2010 года население Напа составляло 76 915 человек (из них 49,3 % мужчин и 50,7 % женщин), в городе было 28 166 домашних хозяйств и 18 634 семей. Расовый состав: белые — 75,1 %, коренные американцы — 0,8 % афроамериканцы — 0,6 %, азиаты — 2,3 % и представители двух и более рас — 3,7 %. 37,6 % населения города — латиноамериканцы (34,1 % мексиканцев).
Население города по возрастному диапазону по данным переписи 2010 года распределилось следующим образом: 24,5 % — жители младше 18 лет, 3,8 % — между 18 и 21 годами, 58,1 % — от 21 до 65 лет и 13,6 % — в возрасте 65 лет и старше. Средний возраст населения — 37,4 года. На каждые 100 женщин в Напа приходилось 97,4 мужчин, при этом на 100 совершеннолетних женщин приходилось уже 94,8 мужчин сопоставимого возраста.
Из 28 166 домашних хозяйств 66,2 % представляли собой семьи: 49,2 % совместно проживающих супружеских пар (22,6 % с детьми младше 18 лет); 11,4 % — женщины, проживающие без мужей и 5,6 % — мужчины, проживающие без жён. 33,8 % не имели семьи. В среднем домашнее хозяйство ведут 2,69 человека, а средний размер семьи — 3,25 человека. В одиночестве проживали 26,5 % населения, 11,7 % составляли одинокие пожилые люди (старше 65 лет).

## Экономика
В 2017 году из 63 571 человек старше 16 лет имели работу 41 564. При этом мужчины имели медианный доход в 51 959 долларов США в год против 50 732 долларов среднегодового дохода у женщин. В 2016 году медианный доход на семью оценивался в 87 967 $, на домашнее хозяйство — в 75 341 $. Доход на душу населения — 36 562 $ в год. 5,1 % от всего числа семей в Напа и 8,1 % от всей численности населения находилось на момент переписи за чертой бедности.